# Bischofsheim
Bischofsheim település Németországban, Hessen tartományban. Lakosainak száma 13 362 fő (2023. december 31.).

## Népesség
A település népességének változása:
| Lakosok száma | 12 515 | 13 040 | 13 230 | 12 977 | 13 176 | 13 362 |
|               | 2014   | 2017   | 2019   | 2021   | 2022   | 2023   |